# Ikona (računalništvo)
Ikóna (angleško icon) je v računalništvu piktogram prikazan na računalniškem zaslonu v grafičnem uporabniškem vmesniku za pomoč uporabniku pri navigaciji po računalniškem sistemu ali prenosni napravi. Sama ikona je hitro razumljivi simbol orodja programske opreme, funkcije ali podatkovne datoteke, ki je dostopna na sistemu in je bolj prometni znak kot pa podrobna ilustracija dejanske entitete, ki jo predstavlja. Lahko služi kot elektronska hiperpovezava ali datotečna bližnjica za dostop do programa ali podatkov. Uporabnik lahko aktivira ikono z miško, tipkovnico, kazalnikom, prstom ali nedavno z glasovnimi ukazi. Njihova postavitev na zaslon tudi v povezavi z drugimi ikonami lahko zagotovi nadaljnje informacije uporabniku o njihovi rabi. Pri aktiviranju ikone se lahko uporabnik premakne neposredno v ali ven iz identificirane funkcije brez dodatnega vedenja o legi ali zahtevah datoteke ali kode.

## Pregled
Grafično je ikona stilizirana slika objektov, ki jih uporabnik pozna iz pisarniškega okolja ali z drugih profesionalnih področij. Ena skupina ikon je bila vzeta iz simbolov, ki se najdejo na vseh elektronskih napravah, kot sta na primer vklopni/izklopni simbol, simbol za pripravljenost ali ikona USB. Druga skupina metaforično predstavlja objekte namiznega okolja iz pisarniškega okolja 1980-ih. Tretja skupina ikon so ikone tržnih znamk za identifikacijo komercialnih programov. Te komercialne ikone služijo kot funkcijske povezave v sistemu do programa ali podatkovnih datotek, ki jih izdela določeni dobavitelj programske opreme. Čeprav so ikone po navadi predstavljene v grafičnih uporabniški vmesnikih, so včasih izvedene v besedilnem uporabniškem vmesniku s posebnimi znaki, kot so MouseText ali PETSCII.
Oblikovanje vseh računalniških ikon je omejeno z omejitvami prikazovalnika naprave. Omejene so z velikostjo, s standardno velikostjo sličice tako za sisteme namiznih računalnikov kot prenosnih naprav. Lahko se ji skalira kakor so prikazane v različnih legah v programski opremi. Uporabljena barva slike in ozadja ikone je lahko na različnih ozadjih sistema. Podrobnosti ikonske slike ne sme biti preveč, tako da ostanejo prepoznavne v različnih grafičnih ločljivostih in velikostih zaslonov. Računalniške ikone so privzeto neodvisne od jezika – za izražanje svojega pomena nimajo osnove s črkami ali besedami. Ti vizualni parametri postavljajo trdne meje na oblikovanje ikon, kar pri njihovem razvoju mnogokrat zahteva veščine grafičnih oblikovalcev.
Zaradi njihove zgoščene velikosti in spremenljivosti so računalniške ikone postale glavna opora interakcije uporabnika z elektronskim mediji. Ikone zagotavljajo tudi hitri vstop v sistemsko funkcionalnost. Na večini sistemov lahko uporabniki tvorijo, zbrišejo, kopirajo, izberejo, kliknejo ali dvokliknejo standardne računalniške ikone in jih povlečejo v nove lege na zaslonu in tako ustvarjajo prilagojena uporabniška okolja.